# Tourism
Tourism:Songs from Studios, Stages, Hotelrooms & Other Strange Places is het vierde studioalbum van Roxette, uitgegeven op 28 augustus 1992 door EMI. De ondertitel van het album zegt precies hoe het tot stand is gebracht; Tourism:Songs from Studios, Stages, Hotelrooms & Other Strange Places.
Het album bevat vier live gezongen nummers; "The Look", "It Must Have Been Love", "Things Will Never Be The Same" en "Joyride". Merkwaardig is dat de grote hit "It Must Have Been Love" tot dan toe nergens op een album is verschenen, deze zal pas in 1995 op het verzamelalbum Don't Bore Us, Get to the Chorus! verschijnen.
Een leuk detail aan het nummer "Here Comes The Weekend" is dat ze bij het opnemen op de hotelkamer moesten improviseren, door een Samsonite-koffer te gebruiken in plaats van een drumstel.
Tourism had een bescheiden succes, tot nu toe zijn er iets meer dan 6 miljoen stuks van verkocht.

## Tracklist
Alle nummers zijn geschreven door Per Gessle tenzij het anders staat aangegeven.

| 1.                 | How Do You Do!                                        | Halmstad en Stockholm                    | 03:09 |
| 2.                 | Fingertips                                            | Rio de Janeiro                           | 03:33 |
| 3.                 | The Look                                              | Live in Sydney                           | 05:32 |
| 4.                 | The Heart Shaped Sea                                  | Los Angeles                              | 04:32 |
| 5.                 | The Rain                                              | Stockholm                                | 04:49 |
| 6.                 | Keep Me Waiting                                       | Stockholm                                | 03:14 |
| 7.                 | It Must Have Been Love                                | Live in Santiago / Studio in Los Angeles | 07:05 |
| 8.                 | Cinnamon Street                                       | Stockholm en Kopenhagen                  | 05:00 |
| 9.                 | Never Is A Long Time                                  | Live in een nachtclub in São Paulo       | 03:46 |
| 10.                | Silver Blue                                           | Stockholm                                | 04:06 |
| 11.                | Here Comes The Weekend                                | Hotelkamer in Buenos Aires               | 04:10 |
| 12.                | So Far Away (Tekst van Per Gessle en Hasse Huss)      | Hotelkamer in Buenos Aires               | 04:02 |
| 13.                | Come Back (Before You Leave)                          | Stockholm                                | 04:40 |
| 14.                | Things Will Never Be the Same                         | Live in Zürich                           | 03:12 |
| 15.                | Joyride                                               | Live in Sydney                           | 04:47 |
| 16.                | Queen Of Rain (Muziek van Per Gessle en Mats Persson) | Stockholm                                | 04:50 |
| Totale duur: 70:32 |                                                       |                                          |       |

| 17.                | Fingertips '93 (Single Version) | 03:41 |
| 18.                | 2 Cinnamon Street               | 05:06 |
| Totale duur: 79:20 |                                 |       |